# Rue Basque
La rue Basque est une voie de la commune française de Colmar.

## Situation et accès
Cette voie de circulation, d'une longueur de 65 m, se trouve dans le quartier centre.
On y accède par la Grand-Rue, la rue des Tripiers et la place du 2-Février.
Cette voie n'est pas desservie par les bus de la TRACE.